# Procolobus gordonorum
Procolobus gordonorum (Проколобус удзунгвійський) — вид приматів з роду Procolobus родини мавпові.

## Опис
Довжина голови і тіла самців: 46-70 см, самиць: 47-62 см; довжина хвоста самців: 55-80 см, самиць: 42-80 см; вага самців: 9-13 кг; вага самиць: 7-9 кг. Хутро цих приматів забарвлене в чорний колір на спині і на зовнішній стороні кінцівок, черево біле. Примітною є яскраво-червоне волосся на голові. Великий палець зменшений, тіло тонке.

## Поширення
Населяє Удзунгвійські гори, Танзанія на висоті від 250-2,200 м. Цей вид мешкає в лісових місцях перебування, в тому числі низовини старовікових, вторинних і гірських лісах.

## Стиль життя
Розмір групи: 7-83. Групи менше в лісах, які значною мірою деградували в результаті діяльності людини, ніж групи, що проживають у великих, незайманих лісах. Тварини ведуть денний спосіб життя і зазвичай зустрічаються на деревах. Їх раціон складається з старих або молодих листків, плодів і стебел. 

## Загрози та охорона
Цей вид знаходиться під загрозою втрати місць проживання, у зв'язку з рубками, перетворення в с.г. землі, збором дров, і виробництвом деревного вугілля і полювання. Він внесений в клас А Африканської конвенції і Додатку II СІТЕС. На даний час тільки близько половини ареалу цього виду захищена в межах Національного Парку Удзунгвійські Гори (англ. Udzungwa Mountains National Park).